# Rhadinomphax divincta
Rhadinomphax divincta är en fjärilsart som beskrevs av Walker 1861. Rhadinomphax divincta ingår i släktet Rhadinomphax och familjen mätare. Inga underarter finns listade.